# Łucja Pawlicka-Nowak
Łucja Pawlicka-Nowak (ur. 21 stycznia 1938 w Poznaniu, zm. 27 lutego 2020 w Koninie) – polska archeolog i historyk, w latach 1974–2006 dyrektor Muzeum Okręgowego w Koninie.

## Życiorys
Córka Jana i Matyldy Pawlickich. W 1962 roku ukończyła archeologię na Uniwersytecie im. Adama Mickiewicza w Poznaniu, na tej samej uczelni uzyskała później stopień doktora. W 1963 roku wyszła za mąż za kolegę ze studiów – Andrzeja Nowaka. W 1964 roku urodziła im się córka Natalia.
Od 1967 roku mieszkała w Koninie, podjęła pracę w Muzeum Zagłębia Konińskiego, gdzie jej mąż był kierownikiem. W 1974 roku powołano ją na stanowisku dyrektora muzeum. Od 1987 roku była organizatorką Muzeum byłego Obozu Zagłady w Chełmnie nad Nerem, kierowała badaniami archeologicznymi na terenie obozu. Przyczyniła się także do zabezpieczenia macew z cmentarza żydowskiego w Turku oraz upamiętnienia kolejnych dwudziestu cmentarzy. Od 1997 roku współpracowała z Radą Ochrony Pamięci Walk i Męczeństwa. W 2006 roku przestała pełnić funkcję dyrektora muzeum, dalej jednak pracowała w muzeum. W 2012 roku przeszła na emeryturę.
Była autorką i redaktorką publikacji naukowych na temat obozu zagłady w Chełmnie nad Nerem oraz badań archeologicznych przeprowadzonych na jego terenie. Najważniejszą publikacją jej autorstwa był zbiór Świadectwa Zagłady. Pracowała nad wydaniem w języku polskim relacji Mordechaja Żurawskiego. Pod koniec życia badała historię getta w Żychlinie i getta wiejskiego w Czachulcu. W 2005 roku była konsultantką fabularyzowanego serialu dokumentalnego Auschwitz. Naziści i „Ostateczne Rozwiązanie”.
Zajmowała się także hodowlą kotów rasowych, które prezentowała na wystawach. W siedzibie muzeum opiekowała się bezdomnymi kotami. 
Zmarła 27 lutego 2020 roku w Koninie. Jej pogrzeb odbył się 5 marca 2020 roku na cmentarzu w Koninie–Gosławicach, brał w nim udział m.in. ks. Wojciech Lemański.